# Oscar (ur. 1954)
Oscar, właśc. José Oscar Bernardi (ur. 20 czerwca 1954 w Monte Siao) – brazylijski piłkarz grający na pozycji środkowego obrońcy.

## Kariera piłkarska
Pierwszym jego klubem w karierze była Ponte Preta, w której zadebiutował w 1972 roku. Następnie grał w takich klubach jak: New York Cosmos, São Paulo FC i japoński Nissan Motors, w barwach którego zakończył karierę w 1989 roku.

## Kariera reprezentacyjna
W reprezentacji Brazylii Oscar zadebiutował 1 kwietnia 1978 roku w przegranym 0:1 meczu z Francją. W kadrze narodowej od 1978 do 1986 roku rozegrał 60 spotkań i strzelił 2 gole. Był w kadrze Brazylii na mistrzostwa świata w Argentynie (III miejsce), a także grał na mistrzostwach świata w Hiszpanii. Na mistrzostwach świata w Meksyku był rezerwowym.

## Kariera trenerska
Po zakończeniu kariery piłkarskiej Oscar został trenerem i prowadził takie zespoły jak: Nissan Motors, AA Internacional, Guarani FC, saudyjski Al-Hilal, japoński Kyoto Purple Sanga, ponownie Al-Hilal, Cruzeiro EC i saudyjski Al-Szabab